# Karol Linetty
Karol Linetty (Żnin, 2 februari 1995) is een Pools betaald voetballer die doorgaans speelt als middenvelder. In augustus 2020 verruilde hij Sampdoria voor Torino. Linetty debuteerde in 2014 in het Pools voetbalelftal.

## Clubcarrière
Linetty speelde in de jeugdopleiding van Sokół Damasławek en in 2006 verkaste de toen elfjarige middenvelder naar Lech Poznań. Na zes jaar kwam hij in het eerste elftal terecht en hij debuteerde op 2 november 2011, toen er met 0–1 gewonnen werd op bezoek bij Wisła Kraków. Zestien dagen later, op 18 november, kreeg Linetty zijn eerste basisplaats toebedeeld; er werd die dag met 1–3 verloren van Legia Warschau. Zijn eerste competitiedoelpunt maakte hij op 1 maart 2014, tijdens een 4–0 overwinning op Piast Gliwice. Linetty speelde in vier seizoenen meer dan negentig competitiewedstrijden voor Lech Poznań. Daarmee werd hij in het seizoen 2014/15 Pools landskampioen. Hij debuteerde datzelfde jaar in de Europa League en in 2015/16 in de UEFA Champions League. Linetty tekende in juli 2016 een contract tot medio 2021 bij Sampdoria. Dat betaalde circa drieënhalf miljoen euro voor hem aan Lech Poznań. Linetty speelde in de volgende drie seizoenen bijna honderd wedstrijden in de Serie A, waarvan meer dan tachtig procent als basisspeler. Coach Marco Giampaolo verliet de club na afloop van het seizoen 2018/19. In augustus 2020 haalde Torino, waar Giampaolo trainer was, hem binnen met een verbintenis voor vier seizoenen. Zijn contract werd begin 2024 opengebroken en met een jaar verlengd tot medio 2025.

## Clubstatistieken
| Seizoen | Club        | Competitie  | Competitie | Competitie | Beker | Beker | Internationaal | Internationaal | Totaal | Totaal |
| Seizoen | Club        | Competitie  | Wed.       | Dlp.       | Wed.  | Dlp.  | Wed.           | Dlp.           | Wed.   | Dlp.   |
| ------- | ----------- | ----------- | ---------- | ---------- | ----- | ----- | -------------- | -------------- | ------ | ------ |
| 2012/13 | Lech Poznań | Ekstraklasa | 14         | 0          | 0     | 0     | 0              | 0              | 14     | 0      |
| 2013/14 | Lech Poznań | Ekstraklasa | 28         | 1          | 0     | 0     | 0              | 0              | 28     | 1      |
| 2014/15 | Lech Poznań | Ekstraklasa | 23         | 2          | 5     | 3     | 1              | 0              | 29     | 5      |
| 2015/16 | Lech Poznań | Ekstraklasa | 28         | 3          | 4     | 1     | 9              | 1              | 41     | 5      |
| 2016/17 | Sampdoria   | Serie A     | 35         | 1          | 3     | 0     | —              | —              | 38     | 1      |
| 2017/18 | Sampdoria   | Serie A     | 29         | 3          | 0     | 0     | —              | —              | 29     | 3      |
| 2018/19 | Sampdoria   | Serie A     | 32         | 3          | 3     | 0     | —              | —              | 35     | 3      |
| 2019/20 | Sampdoria   | Serie A     | 28         | 4          | 2     | 0     | —              | —              | 30     | 4      |
| 2020/21 | Torino      | Serie A     | 27         | 1          | 3     | 0     | —              | —              | 30     | 1      |
| 2021/22 | Torino      | Serie A     | 16         | 0          | 2     | 0     | —              | —              | 18     | 0      |
| 2022/23 | Torino      | Serie A     | 32         | 1          | 3     | 0     | —              | —              | 35     | 1      |
| 2023/24 | Torino      | Serie A     | 28         | 0          | 1     | 0     | —              | —              | 29     | 0      |
| 2024/25 | Torino      | Serie A     | 26         | 1          | 2     | 0     | —              | —              | 28     | 1      |
| Totaal  | Totaal      | Totaal      | 346        | 20         | 29    | 4     | 10             | 1              | 385    | 25     |

Bijgewerkt op 25 april 2025.

## Interlandcarrière
Linetty maakte op 18 januari 2014 zijn debuut in het Pools voetbalelftal. Op die dag werd een oefeninterland tegen Noorwegen met 0–2 gewonnen. Bondscoach Adam Nawałka liet de middenvelder in de basis beginnen. Hij werd een kwartier voor tijd afgelost door Michał Pazdan. Tien minuten na rust had Linetty zijn eerste interlanddoelpunt achter zijn naam weten te zetten. Linetty behoorde tot de Poolse ploeg op het EK 2016 in Frankrijk. Polen werd in de kwartfinale na strafschoppen uitgeschakeld door Portugal (1–1, 3–5). Jakub Błaszczykowski was de enige speler die miste. Linetty kwam tijdens het toernooi zelf niet in actie. Nawałka nam hem twee jaar later ook mee naar het WK 2018. Ook hierop kwam hij niet van de reservebank. Zijn toenmalige clubgenoten Lucas Torreira (Uruguay), Ivan Strinić (Kroatië), Dawid Kownacki en Bartosz Bereszyński (beiden eveneens Polen) waren ook actief op het toernooi. Linetty werd in mei 2021 door bondscoach Paulo Sousa opgenomen in de selectie voor het uitgestelde EK 2020. Op dit toernooi werd Polen uitgeschakeld in de groepsfase, na nederlagen tegen Slowakije (1–2) en Zweden (3–2) en een gelijkspel tegen Spanje (1–1). Linetty speelde tegen Slowakije en Spanje mee en was tijdens dat eerste duel verantwoordelijk voor de Poolse treffer. Zijn toenmalige teamgenoten Salvatore Sirigu, Andrea Belotti (beiden Italië) en Ricardo Rodríguez (Zwitserland) waren ook actief op het EK.
In oktober 2022 werd Linetty door bondscoach Czesław Michniewicz opgenomen in de Poolse voorselectie voor het WK 2022. Voor de uiteindelijke selectie was hij een van de afvallers.
| Interlands van Karol Linetty voor Polen | Interlands van Karol Linetty voor Polen | Interlands van Karol Linetty voor Polen | Interlands van Karol Linetty voor Polen | Interlands van Karol Linetty voor Polen | Interlands van Karol Linetty voor Polen |
| №                                       | Datum                                   | Wedstrijd                               | Uitslag                                 | Competitie                              | Goals                                   |
| Als speler bij Lech Poznań              | Als speler bij Lech Poznań              | Als speler bij Lech Poznań              | Als speler bij Lech Poznań              | Als speler bij Lech Poznań              | Als speler bij Lech Poznań              |
| --------------------------------------- | --------------------------------------- | --------------------------------------- | --------------------------------------- | --------------------------------------- | --------------------------------------- |
| 1                                       | 18 januari 2014                         | Noorwegen – Polen                       | 0 – 3                                   | Vriendschappelijk                       | 56'                                     |
| 2                                       | 20 januari 2014                         | Moldavië – Polen                        | 0 – 1                                   | Vriendschappelijk                       |                                         |
| 3                                       | 13 mei 2014                             | Duitsland – Polen                       | 0 – 0                                   | Vriendschappelijk                       |                                         |
| 4                                       | 6 juni 2014                             | Polen – Litouwen                        | 2 – 1                                   | Vriendschappelijk                       |                                         |
| 5                                       | 14 november 2014                        | Georgië – Polen                         | 0 – 4                                   | EK 2016 kwalificatie                    |                                         |
| 6                                       | 16 juni 2015                            | Polen – Griekenland                     | 0 – 0                                   | Vriendschappelijk                       |                                         |
| 7                                       | 11 oktober 2015                         | Polen – Ierland                         | 2 – 1                                   | EK 2016 kwalificatie                    |                                         |
| 8                                       | 13 november 2015                        | Polen – IJsland                         | 4 – 2                                   | Vriendschappelijk                       |                                         |
| 9                                       | 17 november 2015                        | Polen – Tsjechië                        | 3 – 1                                   | Vriendschappelijk                       |                                         |
| 10                                      | 1 juni 2016                             | Polen – Nederland                       | 1 – 2                                   | Vriendschappelijk                       |                                         |
| Als speler bij Sampdoria                |                                         |                                         |                                         |                                         |                                         |
| 11                                      | 4 september 2016                        | Kazachstan – Polen                      | 2 – 2                                   | WK 2018 kwalificatie                    |                                         |
| 12                                      | 8 oktober 2016                          | Polen – Denemarken                      | 3 – 2                                   | WK 2018 kwalificatie                    |                                         |
| 13                                      | 11 november 2016                        | Roemenië – Polen                        | 0 – 3                                   | WK 2018 kwalificatie                    |                                         |
| 14                                      | 26 maart 2017                           | Montenegro – Polen                      | 1 – 2                                   | WK 2018 kwalificatie                    |                                         |
| 15                                      | 10 juni 2017                            | Polen – Roemenië                        | 3 – 1                                   | WK 2018 kwalificatie                    |                                         |
| 16                                      | 1 september 2017                        | Denemarken – Polen                      | 4 – 0                                   | WK 2018 kwalificatie                    |                                         |
| 17                                      | 5 oktober 2017                          | Armenië – Polen                         | 1 – 6                                   | WK 2018 kwalificatie                    |                                         |
| 18                                      | 13 november 2017                        | Polen – Mexico                          | 0 – 1                                   | Vriendschappelijk                       |                                         |
| 19                                      | 23 maart 2018                           | Polen – Nigeria                         | 0 – 1                                   | Vriendschappelijk                       |                                         |
| 20                                      | 8 juni 2018                             | Polen – Chili                           | 2 – 2                                   | Vriendschappelijk                       |                                         |
| 21                                      | 7 september 2018                        | Italië – Polen                          | 1 – 1                                   | Nations League 2018/19                  |                                         |
| 22                                      | 11 september 2018                       | Polen – Ierland                         | 1 – 1                                   | Vriendschappelijk                       |                                         |
| 23                                      | 14 oktober 2018                         | Polen – Italië                          | 0 – 1                                   | Nations League 2018/19                  |                                         |
| Als speler bij Torino                   |                                         |                                         |                                         |                                         |                                         |
| 24                                      | 7 september 2020                        | Bosnië en Herzegovina – Polen           | 1 – 2                                   | Nations League 2020/21                  |                                         |
| 25                                      | 7 oktober 2020                          | Polen – Finland                         | 5 – 1                                   | Vriendschappelijk                       |                                         |
| 26                                      | 11 oktober 2020                         | Polen – Italië                          | 0 – 0                                   | Nations League 2020/21                  |                                         |
| 27                                      | 14 oktober 2020                         | Polen – Bosnië en Herzegovina           | 3 – 0                                   | Nations League 2020/21                  | 45+1'                                   |
| 28                                      | 11 november 2020                        | Polen – Oekraïne                        | 2 – 0                                   | Vriendschappelijk                       |                                         |
| 29                                      | 15 november 2020                        | Italië – Polen                          | 2 – 0                                   | Nations League 2020/21                  |                                         |
| 30                                      | 18 november 2020                        | Polen – Nederland                       | 1 – 2                                   | Nations League 2020/21                  |                                         |
| 31                                      | 1 juni 2021                             | Polen – Rusland                         | 1 – 1                                   | Vriendschappelijk                       |                                         |
| 32                                      | 8 juni 2021                             | Polen – IJsland                         | 2 – 2                                   | Vriendschappelijk                       |                                         |
| 33                                      | 14 juni 2021                            | Polen – Slowakije                       | 1 – 2                                   | EK 2020                                 | 46'                                     |
| 34                                      | 19 juni 2021                            | Spanje – Polen                          | 1 – 1                                   | EK 2020                                 |                                         |
| 35                                      | 2 september 2021                        | Polen – Albanië                         | 4 – 1                                   | WK 2022 kwalificatie                    | 89'                                     |
| 36                                      | 5 september 2021                        | San Marino – Polen                      | 1 – 7                                   | WK 2022 kwalificatie                    | 44'                                     |
| 37                                      | 8 september 2021                        | Polen – Engeland                        | 1 – 1                                   | WK 2022 kwalificatie                    |                                         |
| 38                                      | 9 oktober 2021                          | Polen – San Marino                      | 5 – 0                                   | WK 2022 kwalificatie                    |                                         |
| 39                                      | 12 november 2021                        | Andorra – Polen                         | 1 – 4                                   | WK 2022 kwalificatie                    |                                         |
| 40                                      | 15 november 2021                        | Polen – Hongarije                       | 1 – 2                                   | WK 2022 kwalificatie                    |                                         |
| 41                                      | 14 juni 2022                            | Polen – België                          | 0 – 1                                   | Nations League 2022/23                  |                                         |
| 42                                      | 22 september 2022                       | Polen – Nederland                       | 0 – 2                                   | Nations League 2022/23                  |                                         |
| 43                                      | 24 maart 2023                           | Tsjechië – Polen                        | 3 – 1                                   | EK 2024 kwalificatie                    |                                         |
| 44                                      | 27 maart 2023                           | Polen – Albanië                         | 1 – 0                                   | EK 2024 kwalificatie                    |                                         |
| 45                                      | 16 juni 2023                            | Polen – Duitsland                       | 1 – 0                                   | Vriendschappelijk                       |                                         |
| 46                                      | 20 juni 2023                            | Moldavië – Polen                        | 3 – 2                                   | EK 2024 kwalificatie                    |                                         |
| 47                                      | 10 september 2023                       | Albanië – Polen                         | 2 – 0                                   | EK 2024 kwalificatie                    |                                         |

Bijgewerkt op 25 april 2025.

## Erelijst
| Ekstraklasa        | 1 | 2014/15 |
| Superpuchar Polski | 1 | 2015    |